# エールアンテール
エールアンテール(フランス語: Air Inter)は、かつてフランスに存在した航空会社。
「エールアンテール」はフランス語での発音で、英語では「エアインター」となる。書籍によってこの読み方は異なるが、本項では同じフランスの航空会社であるエールフランスに合わせ、以下「エールアンテール」と表記する。

## 概要
エールフランス・UTAフランス航空(UTA)・フランス国鉄(SNCF)とフランスの銀行などが出資して、1954年11月12日にLignes Aeriennes Interieures(LAI)として設立された。1958年3月16日上でパリ - ストラスブール間で商業運航を開始したが、当初は自社機材もなく、エールフランス便としての季節運航のみであった。1958年に社名をエールアンテールに改称し、1960年2月23日にはフランス本土とコルシカ島を結ぶ定期便の運航が認められ、徐々にフランス国内線のネットワークを拡大した。1965年には、初のジェット機としてシュド・カラベルを導入している。1974年からは自社発注ジェット機材の導入も開始され、フランス国内線を強化していった。
1990年代初めまでのエールアンテールは、エールフランスやUTA、TATと並び、フランスの4大航空会社の1つとなっており、フランス国内線を運航する航空会社としての基盤を確立していた。しかし、出資者の1つであるSNCFは、1981年より当時世界最速の営業列車であるTGVの運行を開始しており、TGVと併走する国内線については縮小を余儀なくされた。縮小された路線の中には、エールアンテールにおける幹線路線も含まれていた。また、1992年、UTAがエールフランスに吸収合併されたのと同時期に、エールアンテールの株式のほとんどをエールフランスが保有することになった。
1995年にはEU域内での航空自由化により、フランス国内線へEU各国の航空会社が新規参入することも、特段の制限なしに可能となったことから、エールアンテールのフランス国内線基盤が脅かされることになった。このため、社名を「エールアンテール・ヨーロッパ」に改称、フランス国内線だけではなくEU域内の路線展開を進めたが、1997年4月1日をもってエールフランスへ完全に吸収された。

## 機材概説

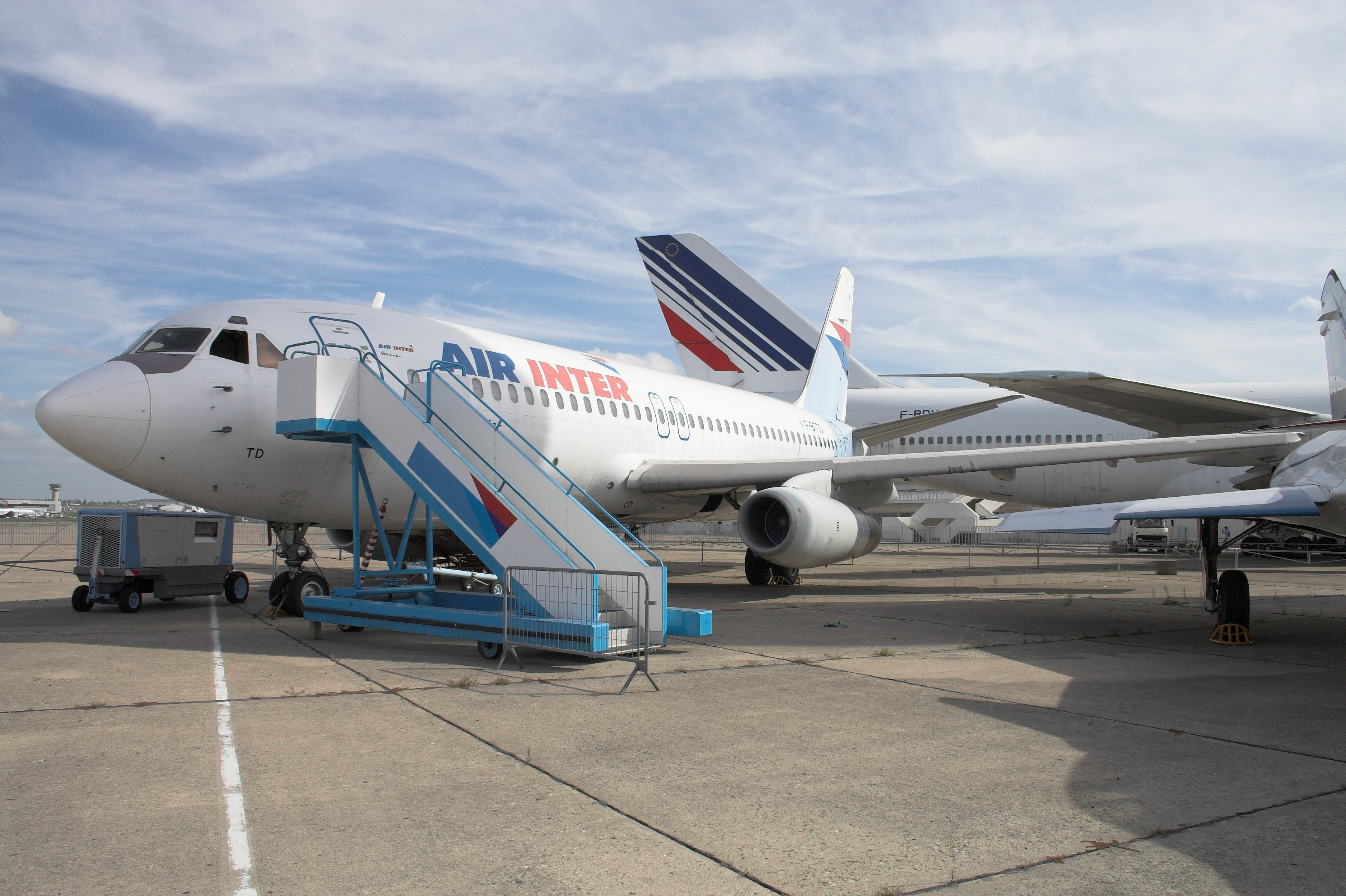
エールアンテールのみ導入したダッソー メルキュール（ル・ブルジェ空港にて）

発足後しばらくはエールフランスの中古機材の導入ばかりで、初のジェット機であるシュド・カラベルも例外ではなかった。
同社が初めて自社発注を行なった機材は、1974年5月16日に発注したダッソー メルキュールである。しかし、この旅客機はエールアンテール以外に発注した航空会社は存在せず、原型機を合わせてもわずか12機しか製造されなかった。ただし、エールアンテールにとっては使い勝手のいい機材だったようで、後に原型機も購入の上運用していた。メルキュールは1995年4月29日に退役したが、それまでに延べ36万時間の飛行時間を記録し、およそ44万便で4400万人の乗客を運んだうえで、死亡事故ゼロという実績を残している。
本格的に自社発注機材を運行し始めるのは、1976年に導入したエアバスA300で、以後エアバス社の機材を導入するようになる。特にA319・A320・A330は、エールアンテールがローンチカスタマーとなっている。

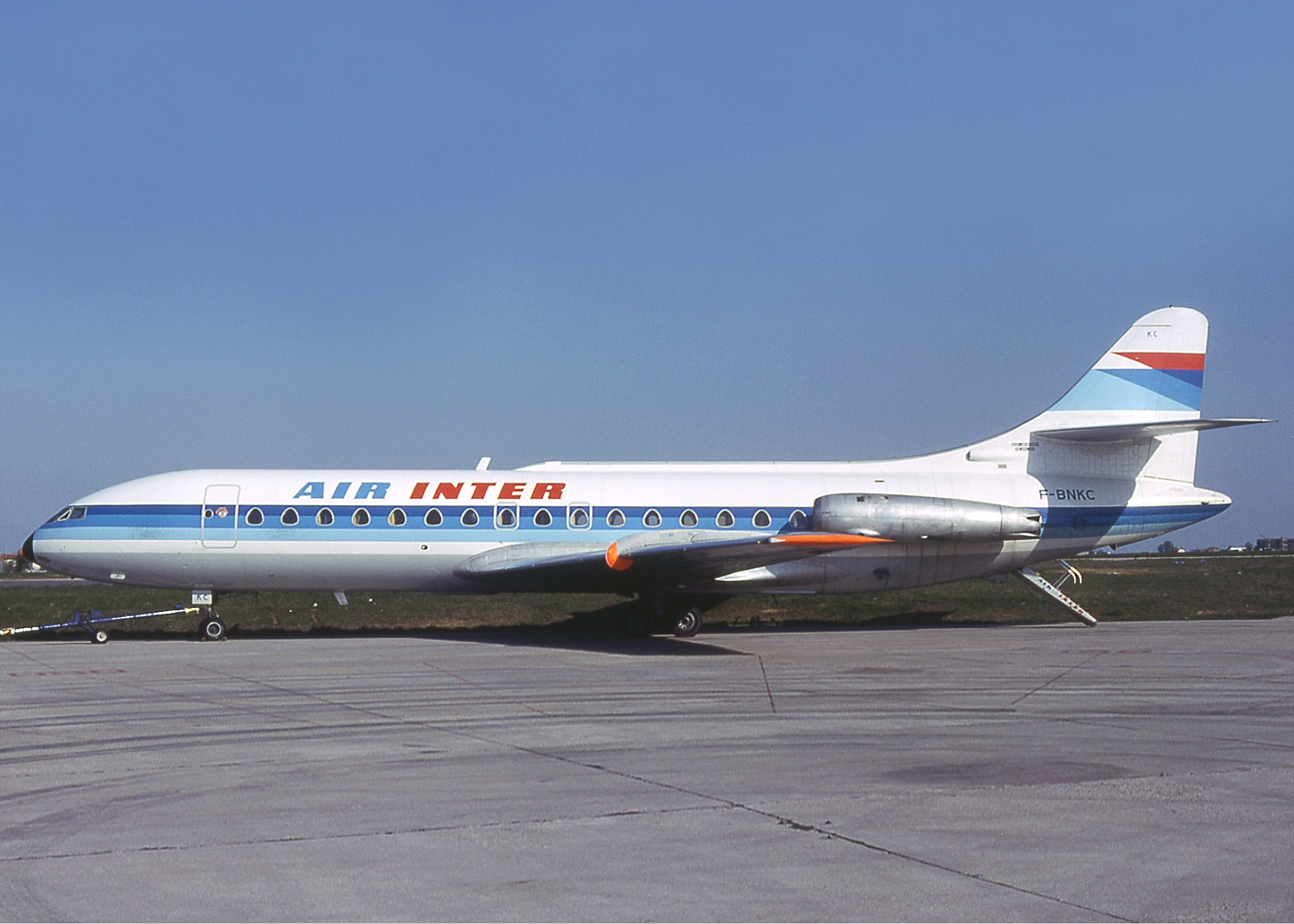
シュド・カラベル
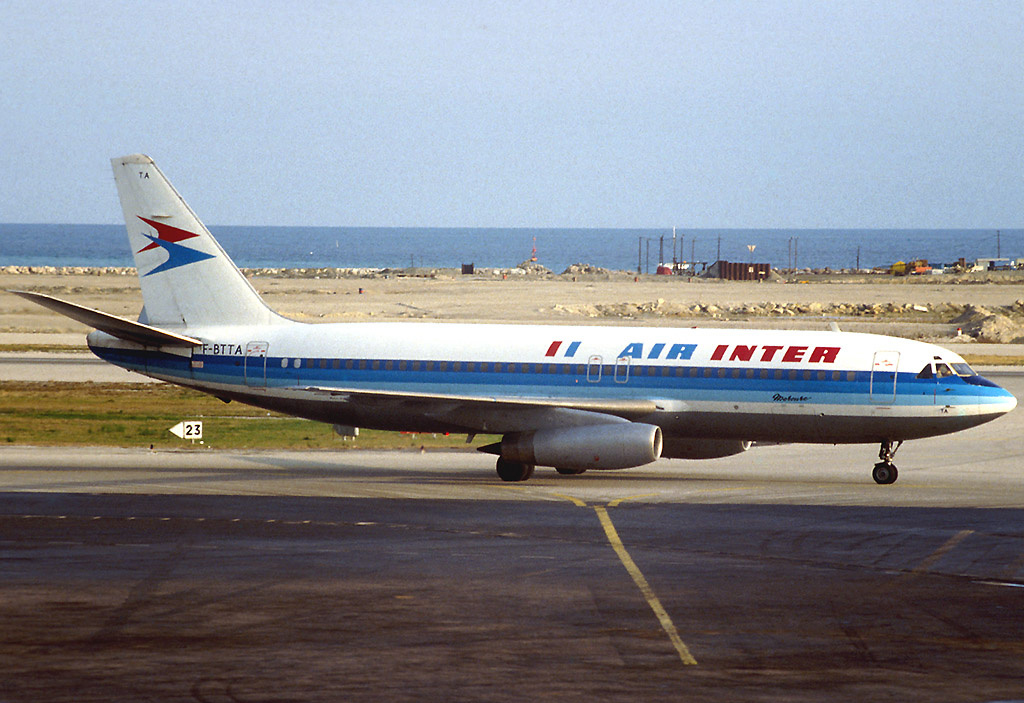
ダッソー メルキュール
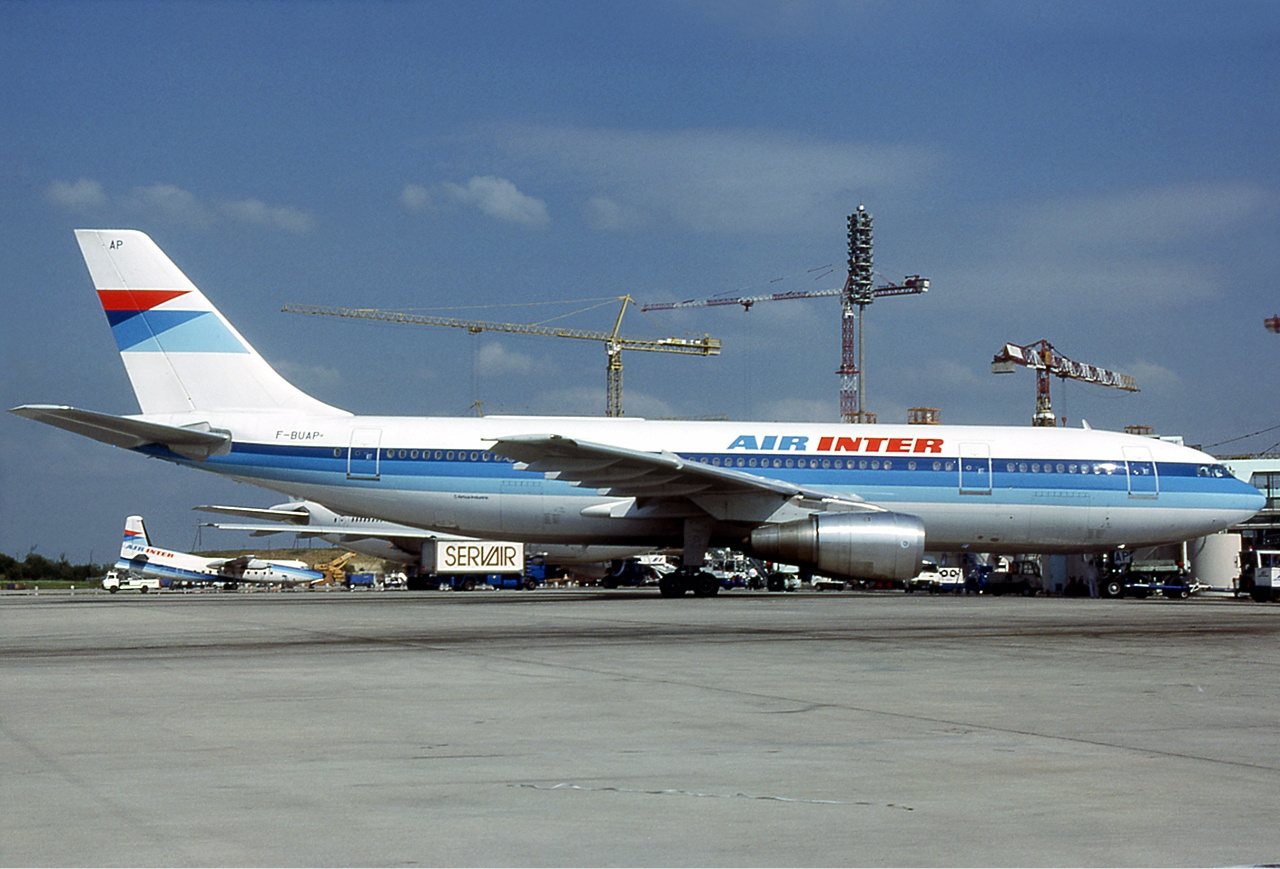
エアバスA300
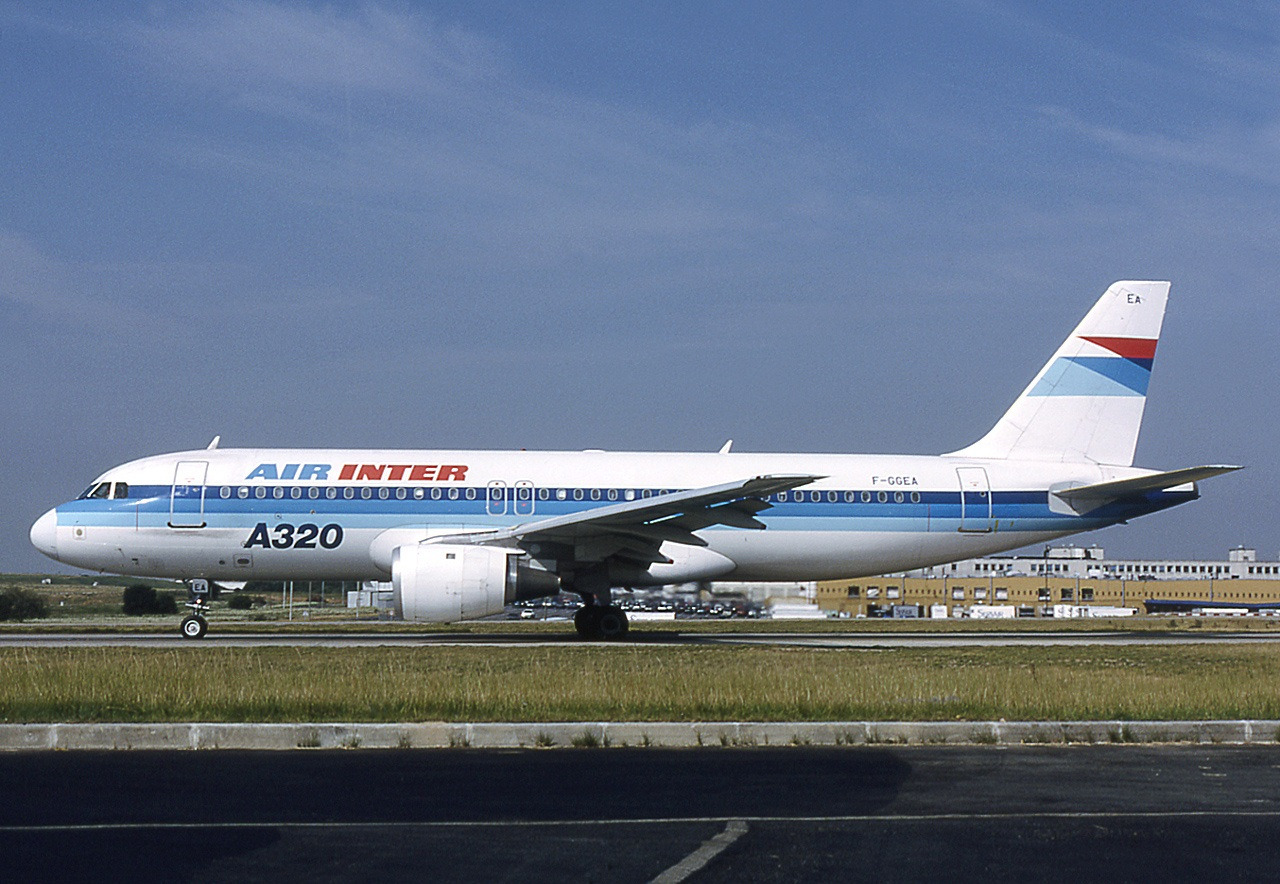
エアバスA320
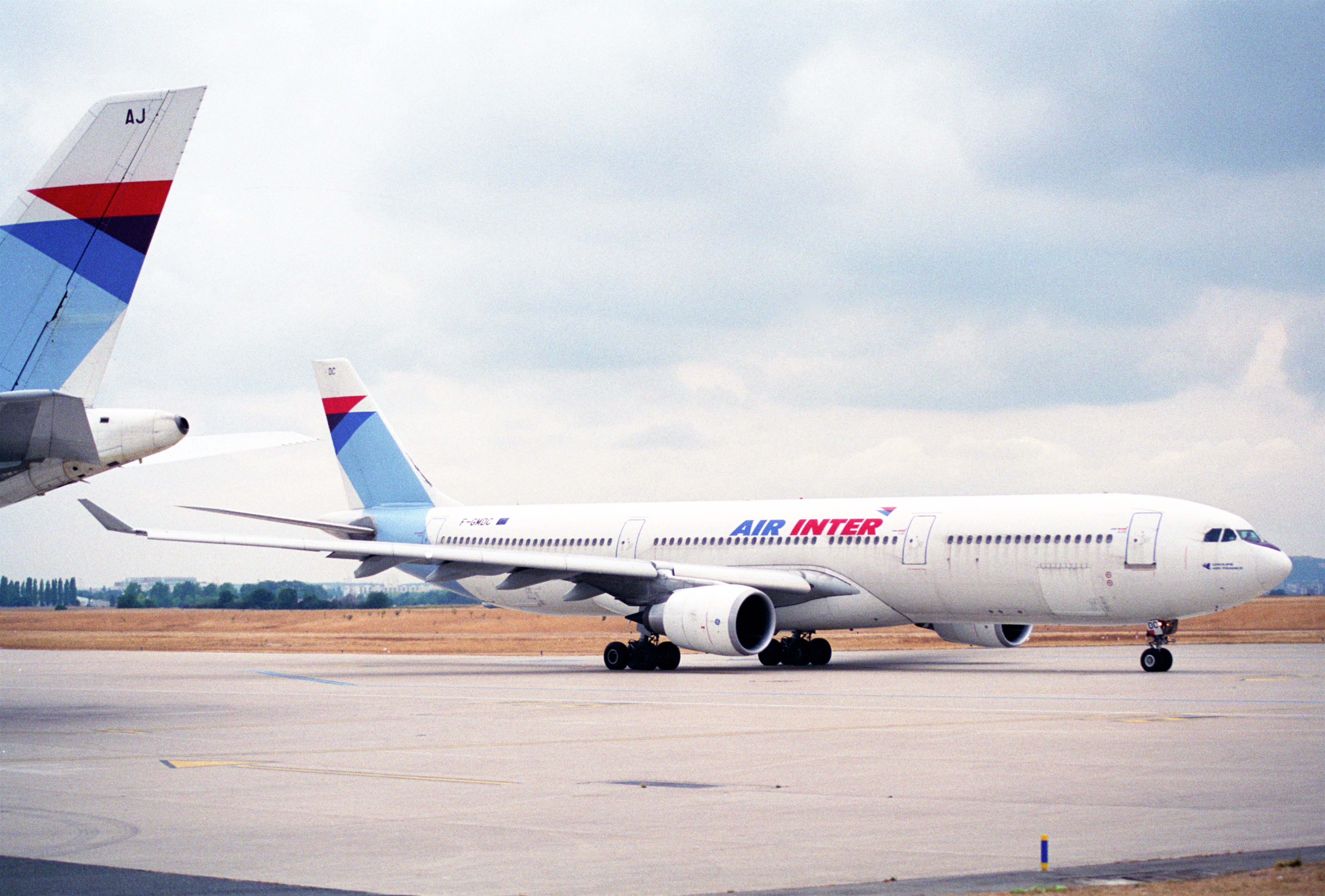
エアバスA330
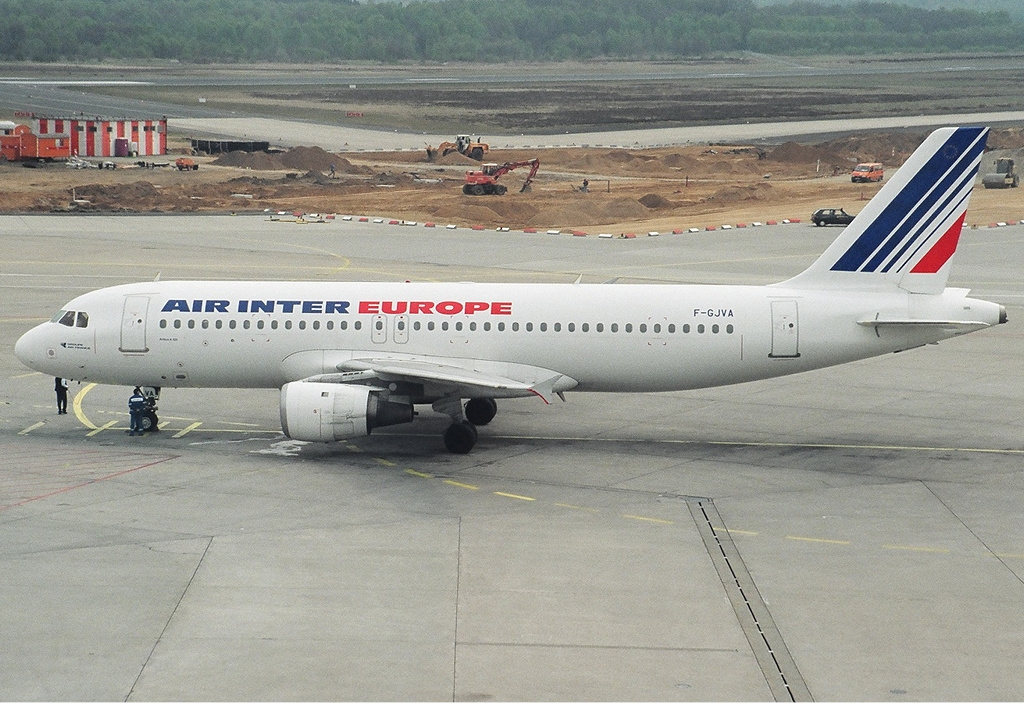
末期の「エール・アンテール・ヨーロッパ」時代のA320。エールフランスと同じデザインになっている。

## 事故
- エールアンテール148便墜落事故